# Lomographa alba
Lomographa alba là một loài bướm đêm trong họ Geometridae.